# Judeoespañol calco
El judeoespañol calco o ladino es una lengua de uso exclusivamente escrito que fue creada por eruditos judíos para la traducción de textos sapienciales. Todavía es empleada actualmente para el estudio y la oración. Antiguamente era llamado ladino, pero en la actualidad este nombre lo utiliza principalmente el judeoespañol hablado, tal vez por el prestigio de que goza esta variedad, que ha sobrevivido hasta hoy.
La creación del judeoespañol calco tuvo como meta la superación de los numerosos problemas que acarreaba la traducción de la Biblia a una lengua muy diferente del hebreo y con un vocabulario de difícil correspondencia. Fruto de aquellos esfuerzos fueron el Pentateuco de Constantinopla y la Biblia de Ferrara como obras más emblemáticas.

## Origen
El rabino Akiva ben Iosef del siglo I a. C. enseñaba que Dios, al comunicar la Torá en lenguaje humano, trasfunde en el texto algo de su trascendencia, logrando que el midrásh adquiera una importancia fundamental para conocer a Dios y sus mandamientos. Esto llevó a los traductores de la Biblia a perseguir con denuedo la máxima fidelidad a los textos originales y tratar de infundir en la lengua vertida la sacralidad de la lengua original aún a costa de la naturalidad de la traducción, ya que en esta el orden de las palabras era el mismo que en el original hebreo y estaba cuajada de calcos semánticos, cultismos y hebraismos, combinados al mismo tiempo con un lenguaje muy popular; el resultado fue una lengua religiosa con la apariencia de una lengua vulgar.

## Literatura
Hay trabajos en judeoespañol rabínico desde 1350 hasta la actualidad, aunque con enfoques targúmicos diferentes, como el de la brit jadasha ladina (1999) que, salvo largas frases en hebreo, no tiene tanto en cuenta la sintaxis hebrea pero sí utiliza tantas palabras hebreas que su lectura requiere conocimientos de hebreo. El mayor monumento de las letras ladinas es sin duda la Biblia de Ferrara, que se publicó por vez primera en 1552 en Ferrara y tuvo mucha influencia en la traducción Reina Valera.

## Características
Aun siendo el judeo español calco una variedad estilística del judeoespañol, difiere notablemente de este en la sintaxis y el léxico. No obstante, algunas palabras del ladino han pasado al judeoespañol hablado, como por ejemplo: Meldar (leer). 

### Léxico
Además de las palabras corrientes en el judeoespañol calco, abundan las formaciones inusuales en el judeoespañol hablado. Conserva arcaísmos como: Abondo, seseña, yebdo. Tiene préstamos del hebreo como: Man (maná), meldar (leer), tamaral (columna, palmera).

### Sintaxis
El judeoespañol calco, al seguir el mismo orden en que aparecen las palabras en el original hebraico, se convierte en una lengua romance con la sintaxis de una lengua semítica. Pasa de lengua SVO a VSO. El investigador Jacob Hassan lo ilustra con el siguiente ejemplo: "Haesh Hagdolá Hazot" (Este fuego grande) pero su traducción en judeoespañol calco es "La fuego la grande la esta" se respeta la sintaxis hebrea y se mantiene el género femenino.

## Muestra textual

### Cantar de los cantares, Capítulo 1
| Judeoespañol calco | Traducción española |
| --- | --- |
| 1. Cantar de los cantares que es a Xelomó. | 1. Cantar de los Cantares el cual es de Salomón. |
| 2. Besássesme de besos de su boca, que mijoris tus querencias más que vino.                                                                                                 | 2. ¡Oh si él me besara con besos de su boca! Porque mejores son tus amores que el vino.                                                                                       |
| 3. A güesmo de tus azeites buenos, azeite fue vaciado tu fama, por tanto mancevas te amaron.                                                                                | 3. A más del olor de tus suaves ungüentos. Tu nombre es como un ungüento derramado por eso las doncellas te aman.                                                             |
| 4. Sontráeme detrás de ti. Coreremos. Trúxome el rey a sus cámaras. Agozar mos hemos con ti; enmenteremos tus querencias más que vino, derechedades te amaron.              | 4. Atráeme en pos de ti correremos. El rey me ha metido en sus cámaras. Nos gozaremos y alegraremos en ti; nos acordaremos de tus amores más que del vino; con razón te aman. |
| 5. Negra yo y donosa, güenyas de Yerusaláin, como tiendas de Kedar, como telas de Xelomó.                                                                                   | 5. Morena soy, ¡oh! hijas de Jerusalén pero codiciable como las tiendas de Cedar, como las cortinas de Salomón.                                                               |
| 6. Non escarnexcades en mí, que yo denegrida, que me desfetijó el sol. Hijos de mi madre enrecieron en mí; pusiéronme gudradera alas vinyas, la vinya que a mí, non guadri. | 6. No reparéis en que soy morena, porque el sol me miró. Los hijos de mi madre se airaron contra mí; Me pusieron a guardar las viñas; y mi viña, que era mía no guardé.       |
| 7. Denuncia a mi el que amó mí alma. ¿Cómo pacerás, como yaceras en las siestas? ¿Porque seré como enbuelta sovre rebanyos de tus conpanyeros?                              | 7. Hazme saber, oh tú a quien ama mi alma, dónde apacientas, dónde sesteas al mediodía; pues ¿por qué había de estar yo como errante junto a los rebaños de tus compañeros?   |
| 8. ¿Si no sabes a ti la hermosa en las mujeres? Sal a ti en carcanyales de la oveja y ve a tus cabritos sovre moradas de los pastores.                                      | 8. Si tú no sabes, oh hermosa entre las mujeres, ve sigue las huellas del rebaño, y apacienta tus cabritas junto a las cabañas de los pastores.                               |
| 9. A mi cavallaría en cuatregas de Paró te assemejí, mi companyera. | 9. A yegua de los carros de Faraón te he comparado, amiga mía. |
| 10. Se hermosearon tus quexadas con las axorcas, tu cerviç con las xarpas.                                                                                                  | 10. Hermosas son tus mejillas entre los pendientes, tu cuello entre los collares.                                                                                             |
| 11. Axorcas de oro haremos a ti, con pinturias de la plata. | 11. Zarcillos de oro te haremos, tachonados de plata. |
| 12. Hasta que el rey en su rescovda, mi almiçcle dio su güesmo. | 12. Mientras el rey se halla en su diván, mi nardo exhala su fragancia. |
| 13. Atadero del almiçcle, mi querido a mí entre mis pechos yacerá. | 13. Bolsita de mirra es mi amado para mí, que reposa entre mis pechos. |
| 14. Racimo del alcanfor mi querido a mí, entre las vinyas de Enguedi. | 14. Racimo de alheña es mi amado para mí, en las viñas de Engadí. |
| 15. Ec tú hermosa, mi companyera. Ec tú hermosa, tus ojos como de palombino.                                                                                                | 15. ¡Qué bella eres, amada mía, qué bella eres! ¡Palomas son tus ojos! |
| 16. Ec tú hermoso mi querido, también savroso, también nuestro lecho revedrido.                                                                                             | 16. ¡Qué hermoso eres, amado mío, qué delicioso! Puro verdor es nuestro lecho.                                                                                                |
| 17. Vergas de muestra casa, alarzes. Muestros corredores broxes. | 17. Las vigas de nuestra casa son de cedro, nuestros artesonados, de ciprés.                                                                                                  |